# استئصال الطحال الذاتي
يحدث استئصال الطحال الذاتي (بالإنجليزية: Autosplenectomy)‏ عندما يتسبب مرضٌ ما في إتلاف الـطحال لدرجة أنه يصبح منكمشًا ولا يؤدي وظائفه.

## العواقب
يرتبط غياب الوظيفة الفعّالة للطحال (انعدام الطحال) بتزايد مخاطر عدوى ما بعد استئصال الطحال الوبائية، خاصةً من خلال كائنات حية ممحفظة. ويمكن أن تقلل بعض الإجراءات من بينها التطعيم واستعمال المضادات الحيوية الوقائية من هذه المخاطر.

## الأمراض التي تسبب استئصال الطحال الذاتي

### فقر الدم المنجلي
يؤدّي فقر الدم المنجلي إلى استئصال الطحال الذاتي عن طريق التسبب في نقص التأكسج وحدوث احتشاءات في الطحال. ويكون توتر الأكسجين منخفضًا نظرًا لبطء جريان الدم في الطحال. وعندما تتعرض كرات الدم الحمراء التي تحتوي على هيموجلوبين إس لتوتر الأكسجين المنخفض، تميل إلى التراكم والتبلمر. كما تُظهِر الخلايا المنجلية أيضًا المزيد من جزيئات الالتصاق وتبدو أكثر لزوجة. وتنحبس الخلايا المنجلية في الفراش الوعائي ناقص التأكسج في الطحال، مما ينتج عنه السير في حلقة مفرغة: انخفاض نسبة الأكسجين وانسداد منجلي ووريدي نتيجة تكون جلطة. يتضخم الطحال في البداية، ثم يصغر بالتدريج. ويتسبب ركود سريان الدم في الطحال في حدوث تلف ناتج عن نقص التأكسج والتجلط والاحتشاء والتليف. وفي النهاية، «يختفي» الطحال تمامًا (وهو ما يُسمَّى بـ«استئصال الطحال الذاتي»).

### تسمم الدم ببكتيرياالمكورات الرئوية
1. ارتفاع متوسط في أعداد كرات الدم البيضاء والصفائح الدموية
2. انخفاض الاستجابة لبعض اللقاحات
3. زيادة احتمالية التعرض للالتهابات خاصة البكتيرية منها والأمراض الناتجة عن الأوليات
4. زيادة التعرض لتسمم الدم بعد عضة كلب مثلا وعند الإصابة ببكتيريا «مكورات الرئة» أو «مكورات سحائية». لهذا يجب على من أزيل عنده الطحال الذهاب إلى الطبيب في حالة شعورة بارتفاع في درجة الحرارة أو الإصابة بأنفلونزا، فيعطيه الطبيب مصلا يمنع تفاقم حالته.[4]